# اللجنة الإفريقية الدولية المعنية بالممارسات التقليدية التي تؤثر في صحة المرأة والطفل
المشترك بين لجنة البلدان الأفريقية المعنية بالممارسات التقليدية التي تؤثر في صحة المرأة والطفل هي منظمة غير حكومية التي تسعى إلى تغيير القيم الاجتماعية وزيادة الوعي من أجل القضاء على ختان الإناث، وغير ذلك من الممارسات التقليدية التي تؤثر على صحة النساء والأطفال في أفريقيا.

## النبذة التاريخية
بدأت لجنة البلدان الأفريقية بالندوة المقامة في مدينة دكار عام 1984، وركزت على التصدي للمماراسات الضارة المتعلقة بتشويه الأعضاء التناسلية للإناث والولادة والتغذية والغذاء والزواج المبكر، كما شجعت أيضًا على الممارسات الصحية النافعة، مثل: الرضاعة الطبيعية وتدليك الأطفال. تمحور تركيزهم في الأساس على مناهضة تشويه الأعضاء التناسلية للإناث. لدى لجنة البلدان الأفريقية 32 فرع محلي- المعروفة باللجان المحلية- في 28 دولة في أفريقيا، إلا أنها متمركزة حاليًا في دولة أديس أبابا، ولديها مكتب اتصال في جنيف و15 جهة تابعة في أوروبا وكندا واليابان ونيوزيلندا والولايات المتحدة الأمريكية.
اعتمدت لجنة البلدان الأفريقية عام 1990 مصطلح «تشويه الأعضاء التناسلية للإناث» للإشارة إلى «ختان الإناث». وفقا لما جاء في منشور 1995، ترتكز استراتيجيتهم للحد من ختان الإناث على التوعية والتثقيف.

## الإسهامات
تَعتبر لجنة البلدان الأفريقية أن التغيير التشريعي الذي حدث لظاهرة ختان الإناث في بوركينا فاسو، ساحل العاج، جيبوتي، مصر، غانا، غينيا، السنغال، تنزانيا وتوجو هو نتيجة العمل الفعال التي قامت به اللجنة بمساعدة بعض المنظمات غير الحكومية الآخرى.

## لينك
- الموقع الرسمي